# Melanie Valerio
Melanie Valerio, nach Heirat Melanie Thomas (* 7. Mai 1969 in Cleveland, Ohio), ist eine ehemalige Schwimmerin aus den Vereinigten Staaten, die bei Olympischen Spielen und Weltmeisterschaften je eine Goldmedaille gewann. 

## Karriere
Melanie Valerio schwamm für die University of Virginia und gewann während ihres Studiums sieben Titel der Atlantic Coast Conference (ACC). 1990 war sie ACC-Schwimmerin des Jahres.
In der Nationalmannschaft wurde Valerio erst nach ihrem Studium eingesetzt. Bei den Pan Pacific Swimming Championships 1993 in Kōbe gewann sie den Titel mit der 4-mal-100-Meter-Freistilstaffel. Über 100 Meter Freistil erreichte sie den fünften Platz und über 50 Meter Freistil wurde sie Achte. Zwei Jahre später fanden die Pan Pacific Swimming Championships in Atlanta statt. Valerio schwamm in beiden siegreichen Freistilstaffeln. Über 100 Meter Freistil wurde sie Vierte und über 200 Meter Freistil Sechste.
Bei den Olympischen Spielen 1996 in Atlanta trat die 4-mal-100-Meter-Staffel der Vereinigten Staaten im Vorlauf in der Besetzung Jenny Thompson, Catherine Fox, Lisa Jacob und Melanie Valerio an und schwamm die schnellste Vorlaufzeit. Im Endlauf waren Angel Martino, Amy Van Dyken, Catherine Fox und Jenny Thompson drei Sekunden schneller als ihre Mannschaftskameradinnen im Vorlauf und siegten mit einer Sekunde Vorsprung vor den Chinesinnen, die deutsche Staffel erkämpfte die Bronzemedaille. Schwimmerinnen, die nur im Vorlauf eingesetzt worden waren, erhielten ebenfalls eine Medaille.
1997 bei den Pan Pacific Swimming Championships in Fukuoka war Valerio ein weiteres Mal mit der 4-mal-100-Meter-Freistilstaffel erfolgreich. Über 100 Meter Freistil wurde sie Achte. Im Jahr darauf erreichte bei den Weltmeisterschaften in Perth die 4-mal-100-Meter-Freistilstaffel mit Barbara Jane Bedford, Melanie Valerio, Lindsey Farella und Catherine Fox den Endlauf mit der schnellsten Vorlaufzeit. Im Finale schwammen Lindsey Farella, Amy Van Dyken, Barbara Jane Bedford und Jenny Thompson fast drei Sekunden schneller als die Vorlaufstaffel. Alle eingesetzten Schwimmerinnen der Vereinigten Staaten erhielten eine Goldmedaille, die Silbermedaille ging an die Deutschen.
Melanie Valerio wandte sich dann dem Triathlon zu. Sie startete für das Timex Multisport Team und wurde von der Rockband Cheap Trick gesponsert. 2016 versuchte sie sich im Alter von 47 Jahren an der Qualifikation für die Olympischen Spiele in Rio de Janeiro und scheiterte nur knapp.